# 浅沼靖
浅沼 靖（あさぬま きよし、1917年 - 1999年）は、日本の生物学者。

## 略歴
1917年北海道江別市に生まれる。
1940年北海道大学理学部卒業
資源科学研究所（1942年－1969年）、国立科学博物館（1969年－1982年）
以上、外部リンクの江原昭三「浅沼靖先生を偲んで」より

## 主な業績
1956年に「吸血性ダニ類に関する研究」で日本衛生動物学会学会賞受賞

## 論文
- 浅沼靖「媒介ツツガムシと恙虫病リケッチアの保有種」『臨床と細菌』第10巻、1983年、174-179頁、NAID 10005892026。
- 浅沼靖生「テトラヒドロアントラキノンおよびアントラキノンの新製造法の開発とパルプ蒸解助剤向け新用途の実用化」『日化協月報』第40巻第9号、1987年、9頁、NAID 80003460711。
- 浅沼靖, 宮本武美, 秋山順, 中川宏, 堀覚, 北岡正見, 大久保薫, 熊田信夫, 鈴木誠, 柄沢敏夫, 久郷準, 山本久, 川村明義「千葉県下における恙虫病リケツチア伝播者としての 'Trombicula scutellaris」『衛生動物』第10巻第4号、日本衛生動物学会、1959年、232-244頁、doi:10.7601/mez.10.232、ISSN 0424-7086、NAID 110003820589。
- 浅沼靖「日本のネズミ属(Rattus)に寄生する吸血性だに類研究-1-」『資源科学研究所彙報』第36号、資源科学研究所、1954年12月、ISSN 03710661、NAID 40017850887。
- 浅沼靖「だに類にかんする日本人の太平洋戰争中における業績」『蜘蛛学雑誌』第12巻第1号、東亜蜘蛛学会、1950年6月、1-8頁、NAID 40017689795。
- 浅沼靖, 北岡正見, 大辻順介, 宮本武美「秋田県下における非アカツツガムシ媒介性の恙虫病(第 23 回大会講演要旨)」『衞生動物』第22巻第2号、日本衛生動物学会、1971年8月、101頁、ISSN 04247086、NAID 110003822625。
- 浅沼靖, 福田進「青森県蕪島のウミネコに寄生するIxodes signatus(生態・分類)」『動物学雑誌』第68巻第2号、東京動物學會、1959年、104頁、NAID 110003362941。
- 浅沼靖「ツツガムシ 恙虫病の媒介者決定へのあゆみ」『自然科学と博物館』第37巻第1号、国立科学博物館、1970年1月、19-28頁、ISSN 03857727、NAID 40017859806。
- 浅沼靖「ハツカネズミよりえられた日本新記録のトゲダニの 1 種 Laelaps algericus Hirst」『衛生動物』第14巻第4号、日本衛生動物学会、1963年、251-252頁、doi:10.7601/mez.14.251、ISSN 0424-7086、NAID 110003820811。
- 浅沼靖, 久郷準, 熊田信夫, 大久保薫, 北岡正見「72 東富士の恙虫病とツツガムシに関する二・三の知見」『衞生動物』第30巻第1号、日本衛生動物学会、1979年3月、36頁、ISSN 04247086、NAID 110003815744。
- 角坂照貴, 金子清俊, 浅沼靖「日本産鼻腔内寄生ダニの新種新記録種」『衛生動物』第38巻第1号、日本衛生動物学会、1987年、33-43頁、doi:10.7601/mez.38.33、ISSN 0424-7086、NAID 110003817130。
- 浅沼靖「北海道における Ixodes angustus の発見並びにその幼若期について」『衛生動物』第8巻第4号、日本衛生動物学会、1957年、234頁、doi:10.7601/mez.8.234、ISSN 0424-7086、NAID 110003822545。
- 浅沼靖「古典的恙虫病有毒地(新潟県長岡市)におけるTrombicula pallidaよりの恙虫病リケッチア分離例」『資源科学研究所彙報』第54号、資源科学研究所、1961年3月、7-14頁、ISSN 03710661、NAID 40017850590。
- 浅沼靖「18 古典的恙虫病有毒地における新型恙虫病」『衞生動物』第38巻第2号、日本衛生動物学会、1987年6月、121頁、ISSN 04247086、NAID 110003817164。
- 浅沼靖「新しい型の恙虫病における感染経路(分類・生態)」『動物学雑誌』第69巻第1号、東京動物學會、1960年、77頁、NAID 110003363349。
- 浅沼靖「日本産鳥寄生恙虫の1新亜属および2新種の記載」『資源科学研究所彙報』第51号、資源科学研究所、1959年12月、34-43頁、ISSN 03710661、NAID 40017850569。
- 浅沼靖, 熊田信夫, 内川公人「58 本邦産トゲダニ Laelaps の所属亜属と種名について」『衞生動物』第31巻第2号、日本衛生動物学会、1980年6月、135頁、ISSN 04247086、NAID 110003815959。
- 浅沼靖「日本における恙虫病伝播者」『資源科学研究所彙報』第58号、資源科学研究所、1962年5月、56-63頁、ISSN 03710661、NAID 40017850633。
- 淺沼靖「マダニの吸血量と産卵數」『動物学雑誌』第55巻第2号、東京動物學會、1943年、83頁、NAID 110003333742。
- 淺沼靖, 朝比奈正二郎, 岩田正俊「日本産ケダニ科(ツツガムシ類)に關する23の知見」『動物学雑誌』第60巻第1号、東京動物學會、1951年、57頁、NAID 110003334034。
- 角坂照貴, 金子清俊, 浅沼靖「日本産鼻腔内寄生ダニの新記録種について」『衛生動物』第34巻第3号、日本衛生動物学会、1983年、221-227頁、doi:10.7601/mez.34.221、ISSN 0424-7086、NAID 110003816583。
- 浅沼靖「農産貯蔵食品とコナダニ類〔1〕」『農薬と病虫』第4巻第8号、農薬協会、1950年8月、17-21頁、NAID 40018425895。